# Rocquemont (Seine-Maritime)
Rocquemont település Franciaországban, Seine-Maritime megyében. Lakosainak száma 762 fő (2022. január 1.). Rocquemont Critot, Montérolier, Saint-Martin-Osmonville, Yquebeuf és Buchy községekkel határos.

## Népesség
A település népessége az elmúlt években az alábbi módon változott:
| Lakosok száma | 816  | 817  | 827  | 802  | 795  | 793  | 784  | 778  | 762  |
|               | 2013 | 2015 | 2016 | 2017 | 2018 | 2019 | 2020 | 2021 | 2022 |